# مهربان (سرآب)
مِهرَبان یکی از شهرهای استان آذربایجان شرقی است که در بخش مهربان شهرستان سراب واقع شده‌است. این شهر مرکز منطقه مهربان است. برپایهٔ آخرین سرشماری مرکز آمار ایران که در سال ۱۳۹۵ صورت گرفته‌است، شهر مهربان با جمعیتی بالغ بر ۱۲۸۹۳ نفر می‌باشد.  سابقه تأسیس شهرداری در مهربان به اواخر دهه سی خورشیدی واستقرار رسمی آن در سال ۱۳۴۱ شمسی می باشد.ویکی از شهرداری های با قدمت استان می باشد. مهربان در ۱۵ کیلومتری جنوب هریس و ۶۹کیلومتری شرق تبریز و ۵۸۰ کیلومتری شمال غرب تهران واقع شده‌است.

## مردم
برپایهٔ سرشماری سال ۱۳۹۵خورشیدی، از مجموع ۱۲۸۹۳نفر جمعیت این شهر، ۶۴۹۰ نفر مرد و نفر۶۴۰۳ زن بوده‌اند. شمار خانوارهای این شهر نیز ۲۹۹۶خانوار بوده‌است. برپایهٔ آمار سرشماری سال ۱۳۹۵از مجموع کل جمعیت شهر مهربان، ۱۱۸۹۶ نفر باسواد و ۹۹۷نفر بی‌سواد هستند. به‌عبارت دیگر بیش از ۹۰ درصد از مردم این شهر باسوادند.

## فرش نفیس مهربان
درمهربان و شهرهای همجوار بهترین نوع فرش تولید و عرضه می‌شود. فرش این مناطق درشت بافت بوده و نخی که از آن برای بافت استفاده می‌شود از پشم گوسفند تشکیل می‌شود. از همسایه‌های این شهر که در آن‌ها فرش تولید می‌شود می‌توان به هریس، شربیان، بخشایش، کلوانق، گوراوان و زرنق اشاره کرد که در بین این تولید کنندگان فرش هریس و مهربان و بخشایش از معروفیت ویژه‌ای برخوردار بوده و نقشهٔ مهربان و بخشایش بعد ازهریس از مرغوب‌ترین فرش‌ها از لحاظ رنگ و نقشه می‌باشند. کیفیت بافت هرسه شهر تقریباً یکسان است و فرش‌های تولید شده در این مناطق از دوام بسیار زیادی برخوردارند
مهربان یکی از مهم‌ترین شهرهای آذربایجان از لحاظ تولید فرش و قالی می‌باشد و نقشه‌های موجود
در مهربان معروف به آبی گل، حاج محرم، افشان ، بیگلر و صیاد هستند.
رنگ نخ‌های مورد استفاده در قدیم گیاهی و طبیعی بود ولی با آمدن رنگ‌های شیمیایی این رنگ‌ها فوراً جای رنگ‌های طبیعی را گرفتند. بیشتر بافندگان قالی در این شهر را بانوان تشکیل می‌دهند اما مردانی هم هستند که هنوز به قالی بافی مشغولند. رنگ‌های اصلی فرش مهربان عبارت اند از قرمز، سیاه، سفید، سرمه‌ای و آبی.
گلیم بافی نیز در طرح راه راه و با رنگ های متنوع در این شهر تولید می شود. مادران مسن مهربانی با ادغام دو هنر فرش و گلیم ، پشتی های خوش طرح و رنگی خلق می کنند.

## شیرینی جات مهربان
نان سنتی شهر مهربان که در اصطلاح " فطیر " نامیده می‌شود، یکی از سوغاتی‌های پر طرفدار و شیرین این شهر می‌باشد. مردم مهربان فطیر را به معمولاً در صبحانه و عصرانه میل می‌کنند.

## مراکز علمی و تحصیلی
دانشگاه آزاد اسلامی مهربان در سال ۱۳۸۷ به همت آقایان مجید نصیرپور سردهائی نماینده مردم سراب در مجلس هشتم شورای اسلامی و سعید سامی فعالیت خود را آغاز کرد.

## مکان‌های دیدنی
- بقعه حاج‌علمدار
- برج ایل‌باغی
- مسجد اسنق
- مسجد جمال‌آباد
- گوی دره
- شرشر دره
- سد اردلان
- دربند برآغوش
- سد قیصرق
- دربند جمال آباد
- آبشار و دربند گورگور دمیرچی
- بازار مهربان